# Lill-Bergtjärnen, Ångermanland
Lill-Bergtjärnen är en sjö i Kramfors kommun i Ångermanland och ingår i Ångermanälvens huvudavrinningsområde. Sjön är 6,5 meter djup, har en yta på 0,05 kvadratkilometer och är belägen 94,4 meter över havet.